# Arakaldo
Arakaldo (spanisch Aracaldo) ist eine Gemeinde (municipio) in der Provinz Bizkaia im spanischen Baskenland mit 160 Einwohnern (Stand: 2024). Die Gemeinde besteht aus den Ortsteilen Elexalde, Etxebarri, Ibertxe, Iturriaga, Madariaga und La Isla.

## Geografie
Arakaldo liegt etwa elf Kilometer südlich von Bilbao am Fluss Nerbioi in einer Höhe von durchschnittlich ca. 140 m. Durch die Gemeinde führt die Autopista AP-68. 

## Geschichte
| 1900 | 1970 | 1981 | 1991 | 2001 | 2011 | 2021 |
| ---- | ---- | ---- | ---- | ---- | ---- | ---- |
| 155  | 211  | 120  | 101  | 88   | 128  | 160  |

## Sehenswürdigkeiten
- Marinenkirche